# Les Talens Lyriques
Les Talens Lyriques est un ensemble de musique instrumentale et vocale français.
L'ensemble est l'un des huit membres fondateurs de la FEVIS, créée en 1999.

## Histoire
L'ensemble Les Talens Lyriques a été créé en 1991 par le claveciniste et chef d’orchestre Christophe Rousset. La formation instrumentale et vocale tient son nom du sous-titre d’un opéra de Rameau, Les Fêtes d'Hébé ou Les Talens lyriques (1739).
Outre le répertoire lyrique, l’ensemble explore d’autres genres musicaux tels que le Madrigal, la Cantate, l’Air de cour, la Symphonie et l’immensité du répertoire sacré (Messe, Motet, Oratorio, Leçons de Ténèbres,…). Les Talens Lyriques sont ainsi amenés à se produire dans le monde entier, dans des effectifs variant de quelques musiciens à plus d’une soixantaine d’interprètes de toutes générations.
La discographie des Talens Lyriques comprend plus de soixante-dix titres, enregistrés chez Erato, Fnac Music, Auvidis, Decca, Naïve, Ambroisie, Virgin Classics, Aparté et Outhere. L’ensemble a également réalisé la célèbre bande son du film Farinelli (1994).
Les Talens Lyriques sont depuis 2011 artistes associés, en résidence à la Fondation Singer-Polignac. Ils sont membres fondateurs de la FEVIS et du PROFEDIM.